# جزیره نگین
جزیرهٔ نِگین از جزیره‌های کوچک ایران در خلیج فارس است که در استان بوشهر قرار دارد. این جزیره در فاصلهٔ نزدیک از بندر بوشهر قرار دارد.

نقشه حمل و نقل استان بوشهر

جزیرهٔ نگین حدود ۳۰ هکتار مساحت داشته و تا ۷۰ هکتار هم قابلیت گسترش دارد و مزیت مهم آن قرار داشتن در کنار حوضچهٔ قابل کشتیرانی و امکان دسترسی مستقل به بزرگراه بوشهر-برازجان است. پیوند دادن جزیرهٔ نگین به منطقهٔ ویژهٔ اقتصادی بندر بوشهر از طریق احداث یک جادهٔ دسترسی به طول دو کیلومتر از جزیرهٔ نگین به اتوبان اصلی بوشهر در دست مطالعه است.
محدودهٔ عملیاتی بندری موجود در بندر بوشهر به دلیل محصور بودن در محدودهٔ شهری، عملاً امکان توسعه ندارد و تنها راه گسترش این بندر «جزیرهٔ نگین» می‌باشد. این جزیره در کنار جزیره‌های عباسک، صدف و صدرا در منطقه آزاد بوشهر قرار دارد.